# Tzedaká

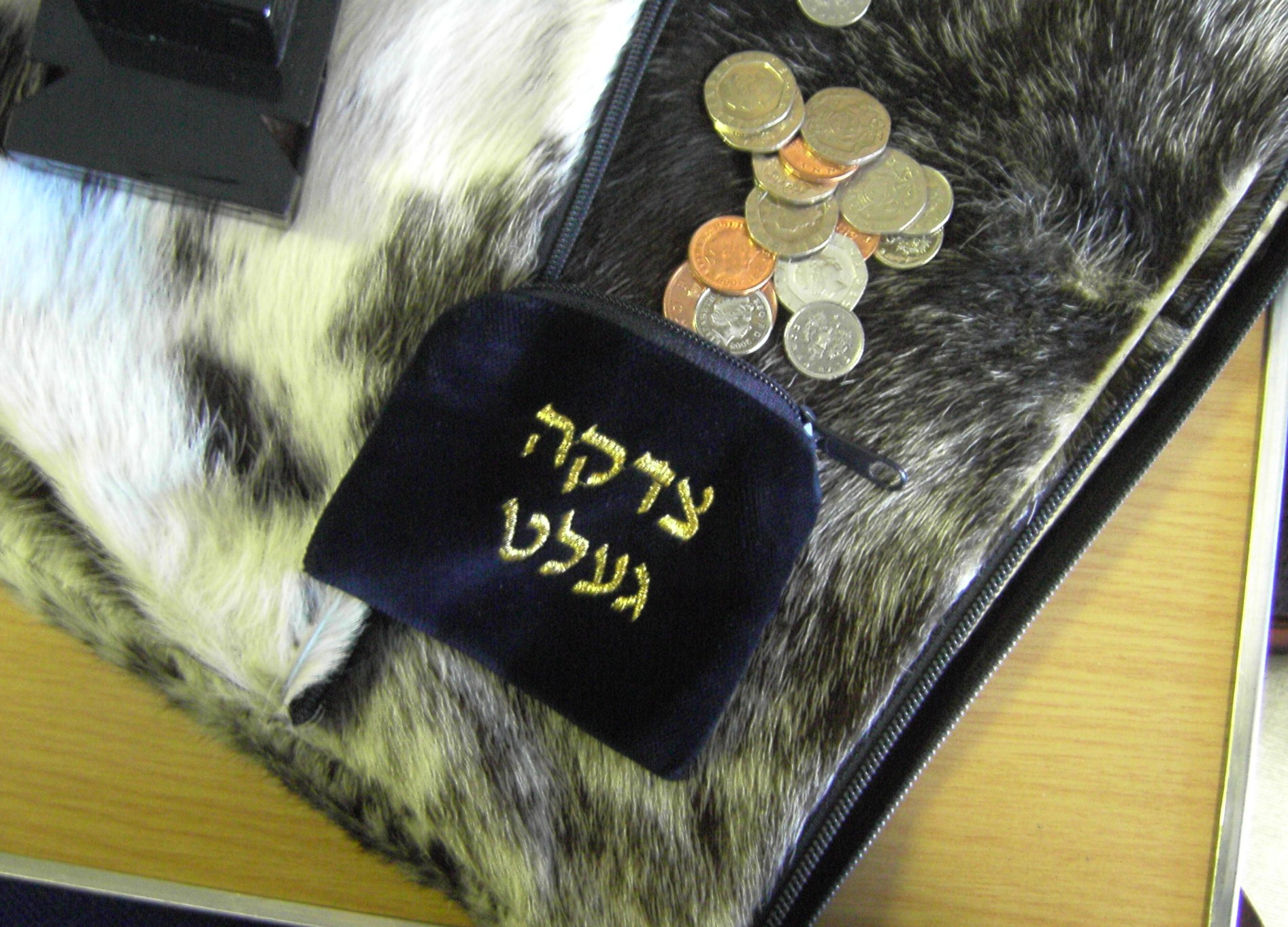
Bolsa de caridade

Tzedaka, Tsedaca ou mesmo Zedacá (hebraico: צדקה) é o mandamento judaico traduzido muitas vezes, erroneamente, como caridade. Tem origem na palavra tzedek (justiça) sendo uma tradução mais precisa justiça social. É a obrigação que todo judeu tem de doar algo de si, quantificado em no mínimo 10% dos ganhos, ao necessitado judeu ou filho de Noé. Também podem ser doados trabalho ou conhecimento e todos os judeus têm que cumprir o tzedacá, tanto os ricos quanto os miseráveis e as crianças.
Maimonides diz que, enquanto a segunda maior forma de tsedacá é dar donativos anonimamente para destinatários desconhecidos, a forma mais elevada é dar um presente, empréstimo ou parceria que irá resultar no receptor ser auto-sustentável em vez de viver com o auxílio dos outros ou seja "Não dar o peixe e sim ensinar a pescar". Ao contrário da filantropia, que é completamente voluntária, o tsedacá é visto como uma obrigação religiosa, que deve ser realizada independentemente da capacidade financeira e deve ser realizada até mesmo por pessoas pobres.
É uma das três mitzá que podem salvar um judeu de um mau destino iminente.